# Bound for Glory 2010
Bound for Glory 2010 è stata la sesta edizione del pay-per-view prodotto dalla federazione Total Nonstop Action Wrestling (TNA).  L'evento ha avuto luogo il 10 ottobre 2010 presso l'Ocean Center di Daytona Beach in Florida.

## Risultati
| # | Match | Stipulazioni                                                                                              | Durata |
| - | --- | --- | ------ |
| 1 | The Motor City Machine Guns (Alex Shelley e Chris Sabin) (c) hanno sconfitto Generation Me (Max Buck e Jeremy Buck)                                                | Tag team match per i titoli TNA World Tag Team Championship                                               | 12:56  |
| 2 | Tara ha sconfitto Angelina Love (c), Velvet Sky e Madison Rayne | Four corners match per il titoli TNA Women's Knockout Championship con Mickie James come arbitro speciale | 05:58  |
| 3 | Ink Inc. (Jesse Neal e Shannon Moore) hanno sconfitto Orlando Jordan e Eric Young                                                                                  | Tag team match                                                                                            | 08:38  |
| 4 | Jay Lethal (c) ha sconfitto Douglas Williams | Single match per il titolo TNA X Division Championship                                                    | 09:16  |
| 5 | Rob Van Dam ha sconfitto Abyss | Monster's Ball match                                                                                      | 14:02  |
| 6 | The Band (Sting, Kevin Nash e D'Angelo Dinnero) ha sconfitto Samoa Joe e Jeff Jarrett                                                                              | Three-on-two handicap match                                                                               | 08:45  |
| 7 | EV 2.0 (Tommy Dreamer, Raven, Rhino, Sabu e Stevie Richards) ha sconfitto Fortune (A.J. Styles, Kazarian, Matt Morgan, James Storm e Robert Roode) (con Ric Flair) | Lethal Lockdown match                                                                                     | 25:28  |
| 8 | Jeff Hardy ha sconfitto Mr. Anderson e Kurt Angle | Triple threat match per il titolo vacante TNA World Heavyweight Championship                              | 18:37  |
|   | (c) = campione in carica al momento dell'inizio del match | |        |